# Lamelas
Lamelas is een plaats (freguesia) in de Portugese gemeente Santo Tirso en telt 953 inwoners (2001).

## Geboren
- Licá (8 september 1988), voetballer